# ゴータム
ゴータム あるいは ゴッサム (Gotham) は、イギリスのノッティンガムシャー地方にある実在する村の名前。
ニューヨーク市のニックネームであるゴッサム、また『バットマン』に登場する架空の大都市「ゴッサム・シティ」はこの村に由来する。

## 名称
この村の名は「山羊(got = goat)の町(-ham = home、Chatham、Buckingham、Nottinghamなど多くの地名に用いられる)」を意味し、ゴータム (/ˈɡoʊtəm/) と発音される。しかし、綴り字の影響によって、ニューヨークの別名やバットマンに登場する都市の名前はゴッサム (/ˈɡɑθəm/) と発音されるのが普通である。

## 逸話
この村が有名になったのは「ゴータムの賢人 (Wise Men of Gotham)」という逸話による。英語で「ゴータムの賢人」といえば馬鹿者をさすが、これはヤギが馬鹿な動物とみなされていたことと関係するかもしれない。
ある逸話では、村の近くに国道を建設しようとしたイングランド国王ジョンが村の支援を要求するために使者を送り、そのための費用を負担したくなかった村人は全員で物のわからない馬鹿者のふりをして難を逃れた、とされている。
19世紀のアメリカ合衆国の作家ワシントン・アーヴィングは、「マザーグース」にもなった「ゴータムの賢人」の馬鹿者ぶりをもとに、風刺新聞『サルマガンディ』（Salmagundi）の1807年11月11日号でニューヨーク市のことを「ゴッサム」と呼んだ。